# ماریان اشمیت مست
ماریان اشمید ماست ، استاد رفتار سازمانی و رئیس دانشکده تجارت و اقتصاد (HEC) دانشگاه لوزان، سوئیس است. 

## زندگینامه
ماریان اشمید ماست در اولتن ( سوئیس ) به دنیا آمد و مدرسه ابتدایی خود را در دانیکن، سولوتورن گذراند. وقتی او 10 ساله بود، خانواده اش به اوبرکلم نقل مکان کردند و او به  مدرسه منطقه اونترکلوم و سپس به مدرسه بازرگانی (مدرسه کانتون آلته Aarau ) در Aarau رفت. او پس از دریافت دیپلم بازرگانی ، دوره کارشناسی ارشد خود را در رشته اقتصاد در مدرسه عالی تجارت در نوشاتل به پایان رساند.  او یک سال در یک شرکت کامپیوتری کار کرد و بعداً نیمی از سال را در سفر به برزیل گذراند. او سپس دانشکده پزشکی را در دانشگاه زوریخ آغاز کرد تا متوجه شود که اشتیاق او روانشناسی است. این زمانی بود که او شروع به تحصیل روانشناسی در دانشگاه زوریخ کرد. او همیشه علاقه مند به درک تعاملات بین فردی در محل کار بود که او را به سمت استادی کامل رفتار سازمانی در دانشگاه لوزان سوق داد.  ماریان اشمید مست متاهل و دارای دو پسر است. خانواده در پولی زندگی می کنند.

## شغل دانشگاهی
ماریان اشمید مست در سال 1996 کارشناسی ارشد روانشناسی و دکترای خود را دریافت کرد. در روانشناسی درسال 2000، هر دو از دانشگاه زوریخ .  او سپس تحقیقات خود را در دانشگاه نورث ایسترن، بوستون ،  ایالات متحده، در حوزه روانشناسی اجتماعی و شخصیتی ادامه داد و با جودیت ای. هال کار کرد. او در سوئیس در دانشگاه زوریخ در روانشناسی اجتماعی و سلامت  به عنوان استادیار روانشناسی اجتماعی در دانشگاه فریبورگ منصوب شد. در سال 2006 استاد تمام روانشناسی پرسنل در گروه روانشناسی کار و سازمانی در دانشگاه نوشاتل شد و در آگوست 2014 به عنوان استاد تمام رفتار سازمانی در دانشگاه لوزان منصوب شد. از سال 2021 او رئیس دانشکده تجارت و اقتصاد، HEC لوزان است. او در حال حاضر عضو هیئت تحریریه مجله Leadership Quarterly  است و یکی از سردبیران مجله رفتار غیرکلامی بود.  او رئیس سابق انجمن روان‌شناسی سوئیس است و در سال‌های 2018، 2019 و 2020 به عنوان یکی از 50 روان‌شناس تأثیرگذار زنده در سراسر جهان نامزد شد  و به عنوان عضو انجمن شخصیت و روان‌شناسی اجتماعی منصوب شد. و همچنین عضو بخش 8  انجمن روانشناسی آمریکا (APA)  به دلیل کمک های خارق العاده، متمایز و طولانی مدت او به علم شخصیت و روانشناسی اجتماعی.

## پژوهش
تحقیقات او به نحوه تعامل افراددرسلسله مراتب قدرت با دیگران، نحوه درک شرکای تعامل اجتماعی خود و نحوه ارتباط آنها (کلامی و غیرکلامی) می پردازد. علاوه بر این، او مطالعه می‌کند که چگونه اولین برداشت‌ها بر تعاملات و ارزیابی‌های بین فردی تأثیر می‌گذارد و چگونه افراد برداشت دقیقی از دیگران ایجاد می‌کنند. یکی از جنبه های تحقیقات او به این موضوع مربوط می شود که چگونه ارتباط پزشک بر نتایج بیمار تأثیر می گذارد. او از فناوری محیط مجازی فراگیر برای بررسی رفتار و ارتباطات بین فردی و همچنین سنجش خودکار مبتنی بر رایانه  برای تجزیه و تحلیل رفتار غیرکلامی در تعاملات اجتماعی استفاده می کند.

## واقعیت مجازی
ماریان اشمید ماست آزمایشگاه واقعیت مجازی همهجانبه خود را زمانی که در سال2006 در دانشگاه نوشاتل بود ایجاد کرد. در سال 2014، آزمایشگاه به همراه او به دانشکده بازرگانی و اقتصاد، HEC ، در دانشگاه لوزان منتقل شد و متعاقباً تحت عنوان آزمایشگاه رفتار بین فردی شناخته شد.  او از واقعیت مجازی فراگیر برای مطالعه رفتار تعامل اجتماعی انسان و برای آموزش مهارت های بین فردی استفاده می کند.  

## انتشارات برگزیده
Muralidhar , S., Nguyen, LS, Frauendorfer , D., Odobez , JM, Schmid Mast, M., & Gatica -Perez, D. (2016, اکتبر). آموزش در محل کار: تحلیل رفتاری مصاحبه های شغلی در مهمان نوازی. در مجموعه مقالات هجدهمین کنفرانس بین المللی ACM در مورد تعامل چندوجهی (ص. 84-91). ACM. doi:10.1145/2993148.2993191
Latu ، IM و Schmid Mast، M. (2016). تسلط غیرکلامی مصاحبه کنندگان مرد، ارزیابی کمتری از متقاضیان زن درمصاحبه های شغلی شبیه سازی شده را پیش بینی می کند. مجله روانشناسی پرسنل، 15 (3)، 116-124.
doi:10.1027/1866-5888/a000159
Carrard, V., Schmid Mast, M., & Cousin, G. (2016).فراتر از "یک اندازه مناسب همه": سازگاری غیرکلامی پزشک با نیاز بیماران به پدرگرایی و نتایج مشاوره مثبت آن. ارتباطات سلامت، 31(11)، 1327-1333.
doi:10.1080/10410236.2015.1052871
Cousin, G., & Schmid Mast, M. (2016). سازگاری باصفت برواکنش های فردی به رفتار وابسته یک پزشک در ارائه اخبار بد شبیه سازی شده تأثیر می گذارد. ارتباطات سلامت، 31 (3)، 320-327. doi:10.1080/10410236.2015.1007827
Murphy, N., Schmid Mast, M., & Hall, J. A. (2016). خود دقتی غیرکلامی: تفاوت های فردی در شناخت رفتار تعامل اجتماعی خود. شخصیت و تفاوت های فردی، 101، 30-34. doi:10.1016/j.paid.2016.05.023
Bombari, D., Schmid Mast, M., Canadas, E., & Bachmann, M., (2015). مطالعه تعاملات اجتماعی از طریق فناوری محیط مجازی فراگیر: فضائل، دام ها و چالش های آینده 
Frontiers in Psychology, 6, 869.
doi:10.3389/fpsyg.2015.00869
Bourquin، C.، Stiefel، F.، Schmid Mast، M.، Bonvin، R.، و برنی، A. (2015). خوب، شما متاستاز کبدی دارید:استفاده از زبان فنی توسط دانشجویان پزشکی در مصاحبه‌های شبیه‌سازی شده با بیمار. آموزش و مشاوره بیمار، 98 (3)، 323-330. 
doi:10.1016/j.pec.2014.11.017
Carrard, V., & Schmid Mast, M. (2015). سازگاری رفتاری پزشک: مدلی برای پیشی گرفتن از رویکرد "یک اندازه برای همه". آموزش و مشاوره بیمار، 98 (10)، 1243-1247. doi:10.1016/j.pec.2015.07.028
Frauendorfer, D., Schmid Mast, M. , Sanchez-Cortes, D. , & Gatica-Perez, D. (2015).  سلسله مراتب قدرت و عملکردگروهی مجله بین المللی روانشناسی، 50 (5)، 392-396.
doi:10.1002/ijop.12102
Frauendorfer, D. , Schmid Mast, M. , & Sutter, C. (2015). گنجاندن یا عدم گنجاندن؟دقت قضاوت شخصیت از رزومه با و بدون عکس. مجله روانشناسی سوئیس، 74 (4)، 207-215.
doi:10.1024/1421-0185/a000163
Hall, J. A., Goh, J. X., Schmid Mast, M., & Hagedorn, C. (2015). تفاوت های فردی در ارزیابی دقیق شخصیت از متن. مجله شخصیت. انتشار آنلاین پیشرفته
doi:10.1111/jopy.12170
Hall, J. A., Roter, D. L., Blanch-Hartigan, D., Schmid Mast, M., & Pitegoff, C. A. (2015). پزشکان زن چقدر باید بیمار محور باشند؟ رضایت بیماران آنالوگ از رفتارهای یکسان پزشکان زن و مرد. ارتباطات سلامت، 30 (9)، 894-900. 
doi:10.1080/10410236.2014.900892
Hall, J. A., Schmid Mast, M., & Latu I. M. (2015). بعد عمودی روابط اجتماعی و ادراک دقیق بین فردی: یک فراتحلیل. مجله رفتار غیرکلامی، 39 (2)، 131-163.
doi:10.1007/s10919-014-0205-1
Latu، IM، Schmid Mast، M.، & Stewart، T. (2015). سوگیری های جنسیتی در (متقابل) کنش:نقش کلیشه های ضمنی وصریح مصاحبه کنندگان ومتقاضیان درپیش بینی نتایج مصاحبه شغلی زنان. فصلنامه روانشناسی زنان. انتشار آنلاین پیشرفته 
doi:10.1177/0361684315577383
Murphy, N. A., Hall, J. A., Schmid Mast, M., Ruben, M. A., Frauendorfer, D., Blanch-Hartigan, D., Roter, D. L., & Nguyen, L. (2015). پایایی و اعتبار برش های نازک غیرکلامی در تعاملات اجتماعی. بولتن شخصیت و روانشناسی اجتماعی، 41 (2)، 199-213. doi:10.1177/0146167214559902
Ruben, M. A., Hall, J. A., & Schmid Mast, M. (2015). لبخند زدن در مصاحبه شغلی: وقتی کمتر، بیشتر است. مجله روانشناسی اجتماعی، 155 (2)، 107-126. doi:10.1080/00224545.2014.972312
Schmid, P. C., Schmid Mast, M., & Mast, F. (2015).اولویت بندی: استراتژی قدرتمندان؟ فصلنامه روانشناسی تجربی، 68 (10)، 2097-2105. doi:10.1080/17470218.2015.1008525
Schmid Mast, M., Gatica-Perez, D., Frauendorfer, D., Nguyen, L., & Choudhury, T. (2015) حس اجتماعی برای روانشناسی: ارزیابی خودکار رفتار بین فردی. جهت گیری های فعلی در علم روانشناسی، 24 (2)، 154-160. doi:10.1177/0963721414560811
Frauendorfer, D., Schmid Mast, M., Nguyen, L., & Gatica-Perez, D. (2014). حس اجتماعی غیرکلامی درعمل:ثبت واستخراج بدون مزاحم رفتار غیرکلامی درتعاملات اجتماعی با یک مثال تحقیقی نشان داده شده است.  مجله رفتار غیرکلامی، 38 (2)، 231-245.
doi:10.1007/s10919-014-0173-5
Klöckner Cronauer, C., & Schmid Mast, M. (2014). بیماران مرد جنسی متخاصم و پزشکان زن:یک رویارویی چالش برانگیز.بیمار: پژوهش نتایج بیمار محور 7 (1)، 37-45. 
doi:10.1007/s40271-013-0025-0
Nguyen, L. S., D., Frauendorfer, D., Schmid Mast, M., & Gatica-Perez, D. (2014). مرا استخدام کن: استنتاج محاسباتی استخدام پذیری در مصاحبه استخدامی بر اساس رفتار غیرکلامی. معاملات IEEE در چند رسانه ای، 16(4)، 1018-1031. doi:10.1109/TMM.2014.2307169
اSchmid Mast, M., & Darioly, A. (2014). دقت تشخیص احساسات در روابط سلسله مراتبی مجله روانشناسی سوئیس، 73 (2)، 69-75. doi:10.1024/1421-0185/a000124
Bombari, D., Schmid, P. C., Schmid Mast, M., Birri, S., Mast, F. W., & Lobmaier, J. S. (2013). تشخیص احساسات: نقش اطلاعات چهره مشخصه و پیکربندی شده. فصلنامه روانشناسی تجربی، 66 (12)، 2426-2442. doi:10.1080/17470218.2013.789065
Bombari, D., Schmid Mast, M., Brosch, T., & Sander, D. (2013).  چگونه قدرت بین فردی بر دقت همدلی تأثیرمی گذارد: نقش های متفاوت ذهنی سازی در مقابل آینه سازی؟
مرزها در علوم اعصاب انسانی, 7, 375. 
doi:10.3389/fnhum.2013.00375
Cousin, G., & Schmid Mast, M. (2013). ملاقات بیمار موافق با پزشک وابسته:اینکه چگونه رفتار پزشک برنتایج بیمار تأثیر میگذارد به شخصیت بیمار بستگی دارد. آموزش و مشاوره بیمار، 90 (3)، 399-404.
doi:10.1016/j.pec.2011.02.010
Cousin، G.، Schmid Mast، M.، & Jaunin، N. (2013). یافتن دمای تعاملی مناسب: آیا بیماران سردتر به گرمای بیشتری در سبک ارتباطی پزشک نیاز دارند؟ علوم اجتماعی و پزشکی، 98، 18-23. doi:10.1016/j.socscimed.2013.08.034
Cousin، G.، Schmid Mast، M.، & Jaunin، N. (2013). وقتی پزشک ابراز عدم اطمینان می کند منجر به نارضایتی بیمار می شود: یک مطالعه جنسیتی. آموزش پزشکی، 47 (9)، 923-931. doi:10.1111/medu.12237
Frauendorfer, D., & Schmid Mast, M. (2013). استخدام متقاضیان ناسازگار با شغل جنسیتی: تأثیر مثبت حساسیت بین فردی استخدام کننده مجله روانشناسی پرسنل، 12، 182-188. doi:10.1027/1866-5888/a000095
Latu، IM، Schmid Mast، M.، Lammers، J.، & Bombari، D. (2013). رهبران زن موفق رفتار زنان را در وظایف رهبری توانمند می سازند. مجله روانشناسی اجتماعی تجربی، 49 (3)، 444-448. doi:10.1016/j.jesp.2013.01.003
سانچز-کورتز، دی.، آران، او.، جایاگوپی، دی بی، اشمید ماست، ام.، و گاتیکا-پرز، دی. (2013). رهبران نوظهور از طریق نگاه کردن و صحبت کردن: از داده های سمعی و بصری تا تشخیص چندوجهی. مجله در رابط کاربری چندوجهی، 7 (1)، 39-53. doi:10.1007/s12193-012-0101-0
Schmid, PC & Schmid Mast, M. (2013). قدرت عملکرد را در موقعیت ارزیابی اجتماعی در نتیجه کاهش پاسخ های استرس افزایش می دهد. مجله اروپایی روانشناسی اجتماعی، 43 (3)، 201-211. doi:10.1002/ejsp.1937
Cousin، G.، Schmid Mast، M.، Roter، DL، & Hall، JA (2012). تطابق بین سبک ارتباطی پزشک و نگرش بیمار، رضایت بیمار را پیش بینی می کند. آموزش و مشاوره بیمار، 87 (2)، 193-197. doi:10.1016/j.pec.2011.08.004
سانچز-کورتز، دی.، آران، او.، اشمید ماست، ام.، و گاتیکا-پرز، دی. (2012). یک رویکرد رفتار غیرکلامی برای شناسایی رهبران نوظهور در گروه‌های کوچک. معاملات IEEE در چند رسانه ای، 14، 816-832. doi:10.1109/TMM.2011.2181941
اشمید ماست، ام.، جوناس، ک.، کلوکنر کرونور، سی.، و دارولی، ا. (2012). در مورد اهمیت حساسیت بین فردی مافوق برای رهبری خوب. مجله روانشناسی اجتماعی کاربردی، 42 (5)، 1043-1068. doi:10.1111/j.1559-1816.2011.00852.x
Lu، H.، Frauendorfer، D.، Rabbi، M.، Schmid Mast، MS، Chittaranjan، GT، Campbell، AT، . . . و Choudhury، T. (2012، سپتامبر). StressSense: تشخیص استرس در محیط های صوتی بدون محدودیت با استفاده از تلفن های هوشمند. در مجموعه مقالات کنفرانس ACM 2012 در مورد محاسبات همه جا حاضر (ص. 351-360). ACM. doi:10.1145/2370216.2370270
Darioly، A.، & Schmid Mast، M. (2011). مواجهه با رهبر نالایق: تأثیرات یک رهبر غیرمتخصص بر ادراک و رفتار زیردستان. مجله اروپایی کار و روانشناسی سازمانی، 20 (2)، 239-265. doi:10.1080/13594320903429576
Schmid, PC, Schmid Mast, M., Bombari, D., & Mast, FW (2011). اثرات جنسیتی در پردازش اطلاعات بر روی یک کار رمزگشایی غیرکلامی نقش های جنسی، 65 (1-2)، 102-107. doi:10.1007/s11199-011-9979-3
Schmid, PC, Schmid Mast, M., Bombari, D., Mast, FW, & Lobmaier, JS (2011). چگونه حالت‌های خلقی بر پردازش اطلاعات در طی تشخیص احساسات چهره تأثیر می‌گذارد: مطالعه ردیابی چشم. مجله روانشناسی سوئیس، شماره ویژه: نشانه های اجتماعی در چهره ها، 70 (4)، 223-231. doi:10.1024/1421-0185/a000060
اشمید ماست، ام.، بنگرتر، ا.، بولیار، سی، و آرنی، جی. (2011). اولین برداشت های استخدام کنندگان از متقاضیان در مصاحبه های استخدامی چقدر دقیق است؟ مجله بین المللی انتخاب و ارزیابی، 19 (2)، 198-208. doi:10.1111/j.1468-2389.2011.00547.x
اشمید ماست، ام.، فرائندورفر، دی، و پوپویچ، ال. (2011). متقاضیان شغل خود تبلیغی و متواضع در فرهنگ های مختلف. مجله روانشناسی پرسنل، 10 (2)، 70-77. doi:10.1027/1866-5888/a000034
اشمید ماست، ام.، هال، جی، کلوکنر کرونور، سی.، و کوزین، جی. تسلط درک شده در پزشکان: آیا پزشکان زن تحت نظارت هستند؟ آموزش و مشاوره بیمار، 83 (2)، 174-179. doi:10.1016/j.pec.2010.06.030
شولز، پی جی، بنگرتر، ا.، و اشمید ماست، ام. (2011). سازگاری در ارتباطات سلامت مطالعات در علوم ارتباطات، 11 (1)، 7-13.
Cousin, G., & Schmid Mast, M. (2010). Les Médecins hommes et femmes interagissent de manière différente avec leurs بیماران: Pourquoi s'en preoccuper? Revue Médicale Suisse، 257(6)، 1444-1447.
Klöckner Cronauer, C., & Schmid Mast, M. (2010). Geschlechtsspezifische Aspekte des Gesprächs zwischen Arzt und Patient (جنبه های جنسیتی خاص از تعامل پزشک و بیمار). توانبخشی، 49 (5)، 308-314. doi:10.1055/s-0030-1262850
مورینا، ن.، مایر، تی، و اشمید ماست، ام. (2010). در ترجمه گم شده؟ روان درمانی تحت اینستاتز فون دولمچرن. (روان درمانی با استفاده از مترجم). Psychotherapie Psychosomatik Medizinische Psychologie، 60 (3-4)، 104-110. doi:10.1055/s-0029-1202271
Sauer, J., Darioly, A., Schmid Mast, M., Schmid, PC, & Bischof, N. (2010). یک رویکرد چند سطحی برای ارزیابی آموزش مدیریت منابع خدمه: یک مطالعه مبتنی بر آزمایشگاه که مهارت‌های ارتباطی را به عنوان تابعی از تطابق تیم بررسی می‌کند. ارگونومی، 58 (11)، 1311-1324. doi:10.1080/00140139.2010.519054
Schmid, PC, & Schmid Mast, M. (2010). تأثیرات خلقی بر تشخیص احساسات انگیزه و عاطفه، 34 (3)، 288-292. doi:10.1007/s11031-010-9170-0
اشمید ماست، ام (2010). رفتار بین فردی و ادراک اجتماعی در یک سلسله مراتب: مدل قدرت و رفتار بین فردی بررسی اروپایی روانشناسی اجتماعی، 21 (1)، 1-33. doi:10.1080/10463283.2010.486942
اشمید ماست، ام.، هال، جی، و اشمید، کامپیوتر (2010). تمایل به رئیس بودن و تمایل به زیردست بودن: تأثیرات بر انگیزه عملکرد مجله روانشناسی اجتماعی کاربردی، 40 (2)، 458-472. doi:10.1111/j.1559-1816.2009.00582.x

## لینک های خارجی
- Interpersonal Behavior Laboratory
- گفتگوهای تأثیرگذار: چگونه با اعتماد عمومی بیشتر صحبت کنیم
- رفتار غیر کلامی: نکاتی برای گروه ها